# Potamochoerus porcus
Potamochoerus porcus é uma das duas espécies do gênero potamochoerus. É conhecido como porco-vermelho-africano, mas também chamado de porco-bravo-africano, potomochero, porco-vermelho-do-rio ou porco-do-mato-vermelho, o Potamochoerus porcus ocorre na costa oeste da África e tem hábitos onívoros.
Convém não confundi-lo com a outra espécie de potomochero, também chamado porco-vermelho ou porco-bravo-africano, que é o Potamochoerus larvatus, que ocorre na costa leste do continente, inclusive em Moçambique. 